# 小行星20174
小行星20174（20174 Eisenstein）是一颗绕太阳运转的小行星，为主小行星带小行星。该小行星于1996年12月13日发现。

## 轨道参数
小行星20174的轨道半长轴为2.4260853 UA，离心率为0.113。